# Ignaz Philipp Dengel
Ignaz Philipp Dengel, född den 22 juni 1872 i Elbigenalp/Lechtal, död den 9 september 1947, var en österrikisk historiker.
Efter att 1891 ha blivit student i Innsbruck ägnade han sig först åt juridiken och därefter åt historien. Han promoverades 1899 och fick genom förmedling av Josef Hirn ett statligt stipendium för att möjliggöra verksamhet vid österrikiska institutet i Rom. År 1905 blev han privatdocent, 1909 extra ordinarie och 1917 ordinarie professor vid Innsbrucks universitet. Åren 1929–1938 var han föreståndare vid det österrikiska institutet i Rom, från vilken tjänst han 1938 tvångspensionerades. Efter andra världskrigets slut 1945 återupptog han undervisningen i Innsbruck, men råkade ut för en olycka samma höst och avled två år senare i sviterna.